# Euscelidia hesperia
Euscelidia hesperia är en tvåvingeart som beskrevs av Dikow 2003. Euscelidia hesperia ingår i släktet Euscelidia och familjen rovflugor. Inga underarter finns listade i Catalogue of Life.